# Markthalle (Corbeil-Essonnes)

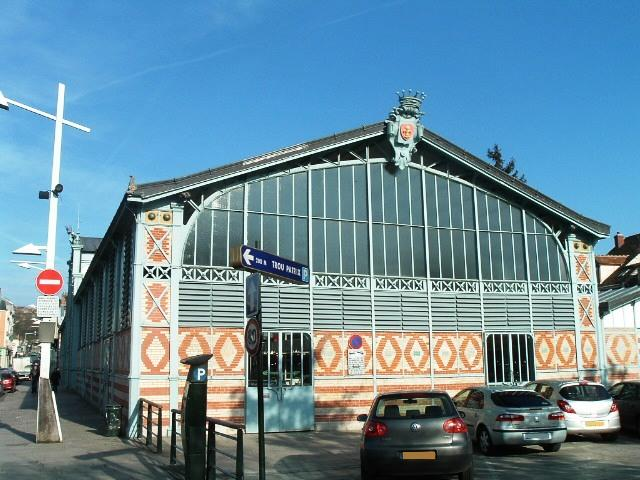
Markthalle in Corbeil-Essonnes

Die Markthalle in Corbeil-Essonnes, einer französischen Stadt im Département Essonne in der Region Île-de-France, wurde 1893 errichtet. Die Markthalle an der Place du Comte-Aymon steht seit 1987 als Monument historique auf der Liste der Baudenkmäler in Frankreich.
Die Markthalle besteht aus einer modernen Stahlkonstruktion mit großen Fensterflächen, wie sie zu dieser Zeit häufig gebaut wurden. Das Mauerwerk dient in erster Linie zur Dekoration. Über den Eingängen und an den Giebelspitzen ist das Wappen der Stadt angebracht.